# Autobús eléctrico

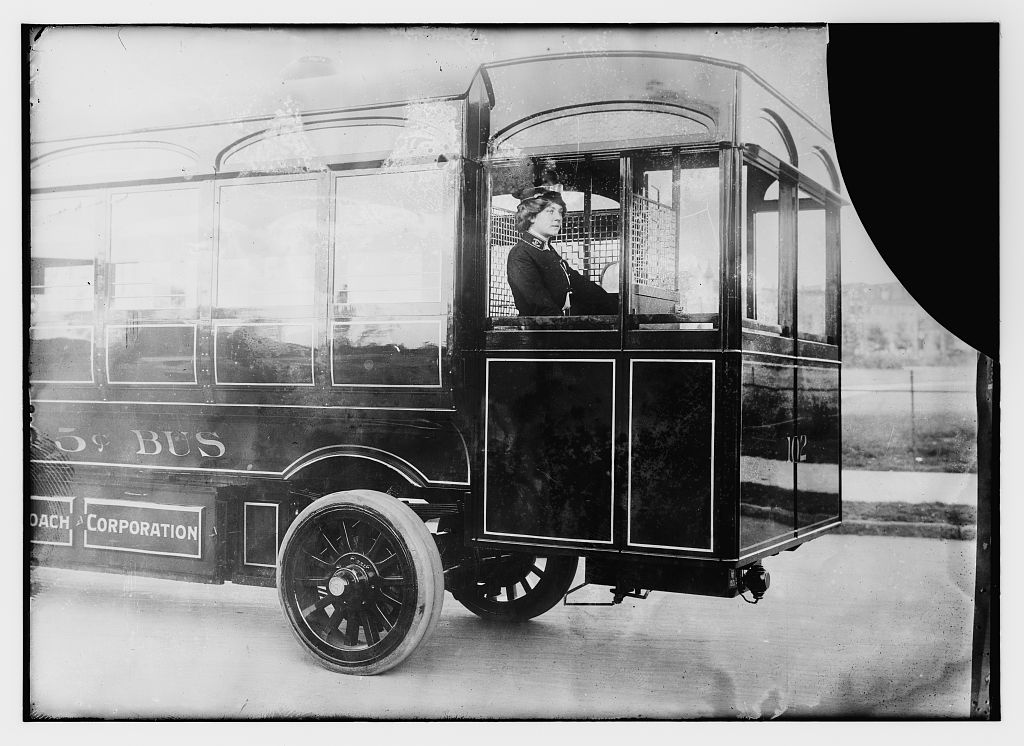
Autobús eléctrico "Edison" de la corporación "Coach" (1915).

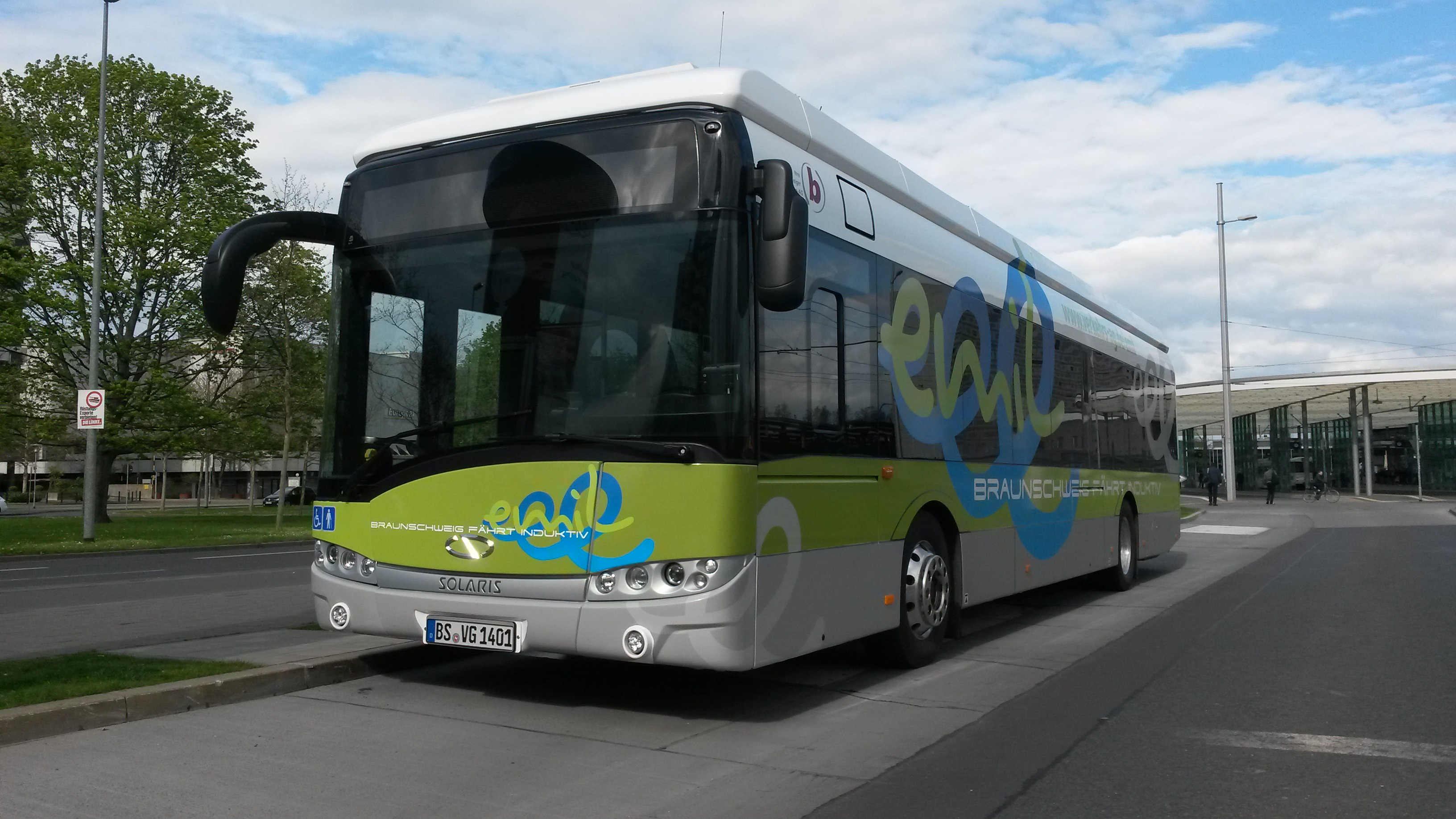
Autobús eléctrico Solaris Urbino 12.

Un autobús eléctrico es un autobús propulsado por uno o más motores eléctricos. 
Hay dos categorías principales de autobús eléctrico:
- Trolebús, es un autobús eléctrico alimentado por una catenaria unida a dos cables eléctricos, la electricidad se obtiene conectando ambos cables mediante una catenaria montada en la parte superior del trolebús.

- Autobús con electricidad almacenada a bordo del propio vehículo:
  - Autobús eléctrico de baterías, capabús y girobús.

Para obtener información sobre los autobuses que utilizan una combinación de motores de combustión interna y propulsión eléctrica, consulte autobús eléctrico híbrido.

## Fabricantes de autobuses eléctricos
En la actualidad hay más de 25 fabricantes de trolebuses.
Los fabricantes de otros tipos de autobuses totalmente eléctrico (en su mayoría autobuses de batería):
- Yutong, China.[1]
- Alfa Bus, China.[2]
- APS Sistemas, Oxnard, California, en asociación con Enova Systems[3] y Saft
- Bonluckbus: 6 m, 100Km/h, con un rango de 131 - 209 km[4]
- BYD,[5] basada en Shenzhen, China: autobuses GreenCity[6] modelo K9 e-BUS, de 12 m de largo, con baterías de metal fosfato y un rango de 250 km e incorpora células solares en el techo para aprovechar al máximo la electricidad.[7]
- Designline Internacional, en Nueva Zelanda: autobús eléctrico solar Tindo (único prototipo).
- Ebus,[8] en Downey, California.
- Eletrabus, en São Bernardo do Campo, São Paulo, Brasil.[9][10]
- Electrontrans, en Leopolis, Ucrania: modelo Electron E19101, de 12 m de largo.[11]
- Foton, China.[12]
- King Long, ubicada en Xiamen (China): es uno de los mayores fabricantes de buses eléctricos del mercado con una gama que va desde los 5,99m a los 18,75m.
- Proterra[13] en Golden, CO: Proterra EcoRide BE35,[14] 10 m de longitud, equipado con sistema de propulsión UQM PowerPhase 150[15] y baterías de Altairnano.[16]
- Shandong Yixing Electric Vehicle Co.[17][18]
- SinoEV, China: Pure electric tourism bus, 80 km/h y 200 km de rango;[19] Pure electric city bus, de 8-12 m, 80 km/h, 150 km de rango.[20]
- Specialty Vehicle Manufacturing Corp.[21] (SVMC) en Downey, CA.
- Thomas Built Buses Inc[22][23] en High Point, Carolina del Norte.
- Thunder Sky Energy Group[24] en Shenzhen, China (cerca de Hong Kong) se basa en baterías de ion-litio y cuenta con cuatro modelos de autobuses eléctricos, el de diez pasajeros EV-6700 con un rango (autonomía) de 260 km, los autobuses urbanos TS-6100EV y TS- 6110EV (velocidad máxima 80 km/h), y el de 43 pasajeros Thunder Sky Energy Group, autobús de autovía (velocidad máxima 100 km/h), que tiene un rango de 300 km. Las baterías se pueden recargar en 1 hora o sustituirse en 5 minutos. Los autobuses también que se construirán en los Estados Unidos y Finlandia.
- Trans Tech Bus, de Transportation Collaborative, Inc., situada en Warwick, Nueva York, Estados Unidos:[25] autobuses escolares Tipo-A.
- U.S. Electricar en Rosa, California.[26][27][28]
- Varley Group, Australia.[29]
- Zhuhai Guangtong Automobile Company, China: autobús GTQ6117BEVB, de 11,5 m, con un rango de 250km, recorriendo 100km tras una recarga de una hora y velocidad de 85 km/h.[30]

### En la Unión Europea
- Bluebus,[31] en Saint-Berthevin, Francia. Alianza entre Gruau[32][33]  y Bolloré[34][35]
- BredaMenarinibus[36] en Bolonia, Italia. Modelo Zeus M-200 E, con motor Ansaldo Electric Drive motor y baterías de 288 V - 200 Ah de litio ion batteries. eléctrica del motor impulsor y 288 V - 200 Ah -baterías de ion de litio. En España, está incluido en el Plan Movele.[37]
- BYD,[38] en colaboración con Castrosua para España.[39]
- Cushman - Diabline, minibús, fabricado en Aix-en-Provence.[40]
- e-Traction Worldwide,[41] de Luxemburgo: Mitsubishi Colt, Econex[42][43] VDL NEMS e-Busz[44] y otros autobuses, con el kit e-Traction System,[45] que incluye TheWheel, una rueda de autopropulsión eléctrica para ser montada en autobuses, tanto nuevos como para convertir a eléctricos.
- Eco Power Technology (EPT), Italia: Elfo, de 7 m.,  60 km de autonomía, utiliza el estándar SAE J1772.[46]
- Foton Motor: Foton BJ6123EVCA, fabricado en Navarra:[47][48] el autobús es de uso urbano, tiene una capacidad para 63 plazas (27 sentados y 36 de pie)y es de plataforma baja.[49]
- Iveco, en Turín, Italia: modelo Europolis y Ellisup, de carga rápida y motores en las ruedas.[50]
- Mobilité Plus, París, Francia: minibús eléctrico Geco 6 plazas.[51][52]
- OMB International, Brescia, Italia.[53]
- Opbrid Busbaar, en Granada, España.[54]
- Power vehicle Innovation (PVI),[55] bajo la marca GEPEBUS,[56] en Gretz-Armainvilliers, Francia: modelos Oreos 2X (un minibus de 7 m,22 plazas y un rango de 120 km) y Oreos 4X (un minibús e 9 m, 49 plazas, incluyendo 25 asientos); las baterías pueden obtenerse en leasing.[57]
- Solaris: Solaris Urbino 8,9 LE[58][59][60] con un rango de alrededor de 100 km y un paquete de baterías de 120 kWh.
- Switch Mobility, empresa con base en Leeds (Reino Unido) ligada al conglomerado Indio Ashok Leyland. Fabricante del galardonado Optare MetroDecker  londinense de dos plantas.
- Tecnobus,[61] en Frosinone, Italia. El modelo Gulliver se utiliza actualmente en varias ciudades de Canadá, Inglaterra, Francia, Alemania, Italia, Portugal y España.
- Volvo: BlueCoach First Electric (Low Entry), 125 km, 90 km/h,[62] Volvo 7700 Zero Emission, con recarga inductiva,[63] en asociación con ABB.[64][65]

## Sistemas de motorización eléctrica
Fabricantes de motorizaciones que se emplean en autobuses todo-eléctricos:
- Baptisée Prestolite E-Propulsion Systems,[66] constituida por TM4,[67] filial de Hydro-Québec,[68] y Prestolite Electric Beijing Limited (PEBL)[69][70]

## Recarga ultrarrápida en las paradas de autobús

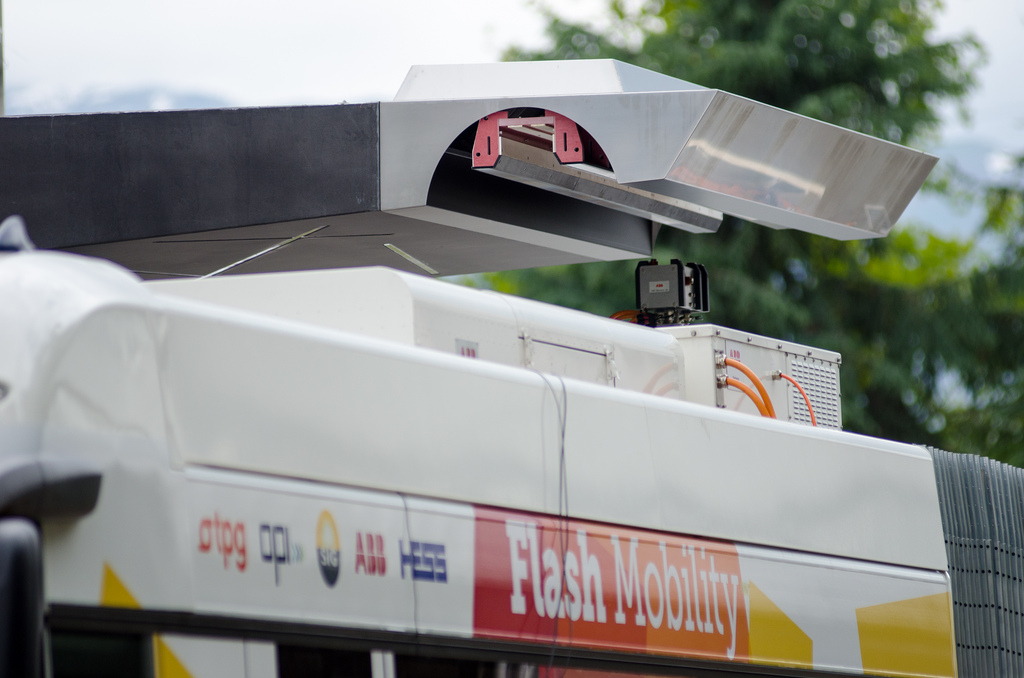
Sistema de transferencia de energía TOSA, que se encuentran solo en las paradas de autobús

Entre otros, el constructor francés PVI ha creado el Watt System, autobuses de autonomía eléctrica ilimitada, que utilizan polos de tótem en las paradas de autobús.
Los pantografos y colectores bajocarrocería se integran en las paradas de autobús para la recarga ultrarrápida del autobús, haciendo posible el utilizar una batería más pequeña, lo que reduce la inversión inicial, acercándolo el precio al un autobús diésel, y los costes subsiguientes, en especial los de mantenimiento que son inferiores.

## Uso en el transporte
Para información sobre dónde se utilizan trolebuses, consulte Trolebús
Autoridades de tránsito que utilizan los autobuses de batería u otro tipo de autobuses todo-eléctricos, distintos de los trolebuses:

### América

#### Argentina
- Buenos Aires: En mayo de 2025 el gobierno de la ciudad puso en marcha un sistema de 12 minibuses eléctricos con capacidad para 30 pasajeros que unen Parque Lezama, en el sur de la ciudad, con la estación de Retiro.[76][77]

#### Brasil
- Sao Paulo: Expresso Tiradentes

#### Canadá
- Ontario, 10 autobuses de 12 metros suministrados por BYD.[78]

#### Chile
- Santiago, Red Metropolitana de Movilidad, según cifras del Ministerio de Transporte y Telecomunicaciones, son 776 buses eléctricos los que andan por la ciudad. Para 2022 la ciudad contará con una flota de 1.770 buses eléctricos operativos en la Red de Transporte Público Metropolitano, consolidándose como la ciudad con más autobuses de este tipo en Latinoamérica.[79][80]
- Las Condes y La Reina, comunas del Gran Santiago, tienen, respectivamente, 10 y 3 buses eléctricos de recorridos intracomunales.
- Concepción, Red Concepción de Movilidad, se incorporarán 25 nuevos buses antes de mayo de 2020.[81]
- La ciudad de Talca adquirirá 8 buses eléctricos para julio de 2020.[82]
- En Arica se implementarán el segundo semestre del 2022 una flota de 170 buses eléctricos, para el recambio de 200 buses antiguos.[83]
- Antofagasta tendrá un corredor eléctrico con 40 buses de estas características a principios de 2022.[84]

- La Serena y Coquimbo desde noviembre de 2024, la conurbación cuenta con 42 buses de alto estándar que forman parte del sistema Red Coquimbo-La Serena de Movilidad. [85]

#### Colombia
- Bogotá: Transmilenio y el Sistema Integrado de Transporte de Bogotá con 1485 autobuses eléctricos (BYD y Yutong) se convierte en la ciudad del mundo con más buses eléctricos por fuera de China en 2021 y líder en Latinoamérica junto con Santiago de Chile.[86][87][88]

#### Estados Unidos
- Atlanta, GA (en la Universidad de Emory)
- Colorado Springs, CO
- Hampton, VA
- Miami Beach, Florida.
- Mobile, AL
- New Haven, CT

##### California
Hay un mandato de California para que el 15% de los autobuses nuevos a partir de 2011 sean eléctricos.
- Anaheim, CA
- Los Ángeles, CA[89]
- Santa Bárbara, CA
- San Francisco, donde los trolebuses eléctricos ya son comunes en la mayoría de las rutas SF Muni.

#### Tennessee
- Chattanooga, TN (tarifa gratuita para el viajero).[90] Funciona desde 1992 y ha transportado 11,3 millones de viajeros.
- Nashville: Proterra EcoRide. La recarga se efectuará en la cabecera de la línea mientras espera a que suban los pasajeros gracias a que esta puede ser efectuada de forma rápida y completa en tan solo 10 minutos.[91]

#### Uruguay
- Buquebus, una de las mayores compañías de turismo en el país, se ha comprometido a cambiar toda su flota de autobuses por los GreenCity eléctricos de BYD.[92]
- Cutcsa, la mayor empresa de transporte metropolitano de Montevideo incorporó recientemente[¿cuándo?] a su flota un autobús eléctrico.[93]
- La Intendencia de Montevideo en febrero de 2017 adquirió un vehículo oficial eléctrico.[94]

### Asía

#### China
- Aeropuerto Internacional de Hong Kong, desde operan 2000 autobuses eléctricos lanzadera[95] Mitsubishi Fuso Rosa[96]
- Dalián, 1.200 autobuses eléctricos BYD eBus-12.[97]
- Pekín con autobuses diseñados por el Beijing Institute of Technology (BIT)[98] y construidos por Jinghua Coach Co. Ltd.[99][100][101][100] Las baterías se reemplazan por otras totalmente cargadas en la estación de recarga para permitir un funcionamiento las 24 horas del día de los autobuses.[102]
- Nanjing: 600 autobuses BYD k9 y unos 400 taxis eléctricos modelo BYD e6, que entrarán en funcionamiento con ocasión de los Juegos Olímpicos de la Juventud 2014.[103]
- Shanghái (capabuses).
- Shenzhen: 250 e-Buses de BYD.

#### Israel
- Tel Aviv, eBUS-12 de BYD.[104]

#### Singapur
- Ciudad de Singapur, eBUS-12 de BYD, mediante acuerdo con SMRT Corporation.[105][106]

### Europa
Existe una Directiva de la Unión Europea que mandata la compra de autobuses eléctricos para los servicios públicos. Asimismo, ZeEUS (Zero Emission Urban Bus System) implantará los autobuses eléctricos en Europa; es un proyecto de la Comisión Europa coordinado desde Bélgica por la Union Internationale des Transports Publics (UITP) y en el que participan otras 40 empresas e instituciones.

#### Alemania
- Fráncfort del Meno, en Alemania, autobuses BYD eBUS-12.[78]

#### Países Bajos
- Schiermonnikoog (Países Bajos), con eBUS-12 de BYD.[108]
- Ámsterdam: 35 autobuses BYD de 12 m. y para el aeropuerto internacional de Schiphol.[109]

#### Italia
- 380 autobuses en 32 ciudades de Italia, en 2003:[110]
- Gruppo Torinese Trasporti[111] - Turín, Italia

#### España
La directiva europea se ha transpuesto en la Ley de Economía Sostenible.
- Barcelona: TMB, la empresa municipal de transporte de Barcelona, tiene diferentes modelos de bus eléctrico, que se recargan en las terminales.[112][113][114]
- Transportes Urbanos de Santander (TUS) BYD (2) y KING LONG (2). Son autobuses de 12 metros que se cargan en la cochera durante la noche.
- Empresa Malagueña de Transportes (EMT), SAM, que recarga los autobuses de forma inalámbrica, cuando los mismos están en marcha.[115][116]
- Empresa Municipal de Transportes de Madrid desde febrero de 2018 quince autobuses eléctricos tamaño estándar Irizar ie2,[117] 20 autobuses todo-eléctricos y 20 híbridos diesel-eléctricos: minibuses Tecnobús Gulliver[118] (5,2 m), Evobus (Mercedes-Benz) Cito 9M (9m) (ya dados de baja), además de varios autobuses del modelo Tempus de Castrosua modificados para funcionar solo como eléctricos.[119]
- Concejalía de Medio Ambiente, Figueras y BYD.[120]
- Autobuses urbanos de León (ALESA): Minibús Tecnobus[118] Gulliver[121][122]
- Autobuses urbanos de Valladolid (AUVASA): varios modelos Vectia Veris.12 con recarga rápida en cabecera con pantógrafo y 11 Irizar IeTram 18.[123]
- Transporte Urbano Comarcal de Pamplona: Pusieron en funcionamiento 6 autobuses Vectia Veris 12 Fast Charge en marzo de 2019
- IEB (Irizar Electric Bus) en DonostiBus,[124] San Sebastián.[125]

#### Francia
- 70 autobuses en 17 ciudades de Francia, en 2003:[126] Aix-en-Provence, Aubagne, Montpellier, Isla de Reunión...:[127]
- En París, BE Green,[128] filial de Autocars Dominique.[129]
- Aix-en-Provence, autobuses Cushman Diabline.[40]
- En Lyon, el autobús eléctrico sin conductor Navia Induct.[130]
- En Gap (Altos Alpes): BE Green.[131]

#### Escandinavia
- Copenhague, en Dinamarca, el operador Movia[132] con autobuses de BYD[133]
- Gotemburgo, Suecia: ElectriCity de Volvo.
- Umea, Suecia: OpBrid Busbaar[134][135]

#### Suiza
- Ginebra, Suiza:TOSA[136] de ABB, autobús eléctrico de recarga ultrarrápida (flash charging).[137]
- Región de Yverdon: CarPostal, minibus (8 metros) de EVC,[138] con 170 km de autonomía.

#### Otros países europeos
- Al igual que en Lyon, el autobús eléctrico sin conductor Navia Induct ha comenzado a utilizarse en las zonas urbanas de Luxemburgo.[139]
- Varsovia, Polonia: BYD eBus K9.

## Plan Drive Star
Drive Star es un Plan de CalCars para reducir el consumo de petróleo, mediante la conversión a eléctricos de camiones, camionetas y autobuses.

## Galería

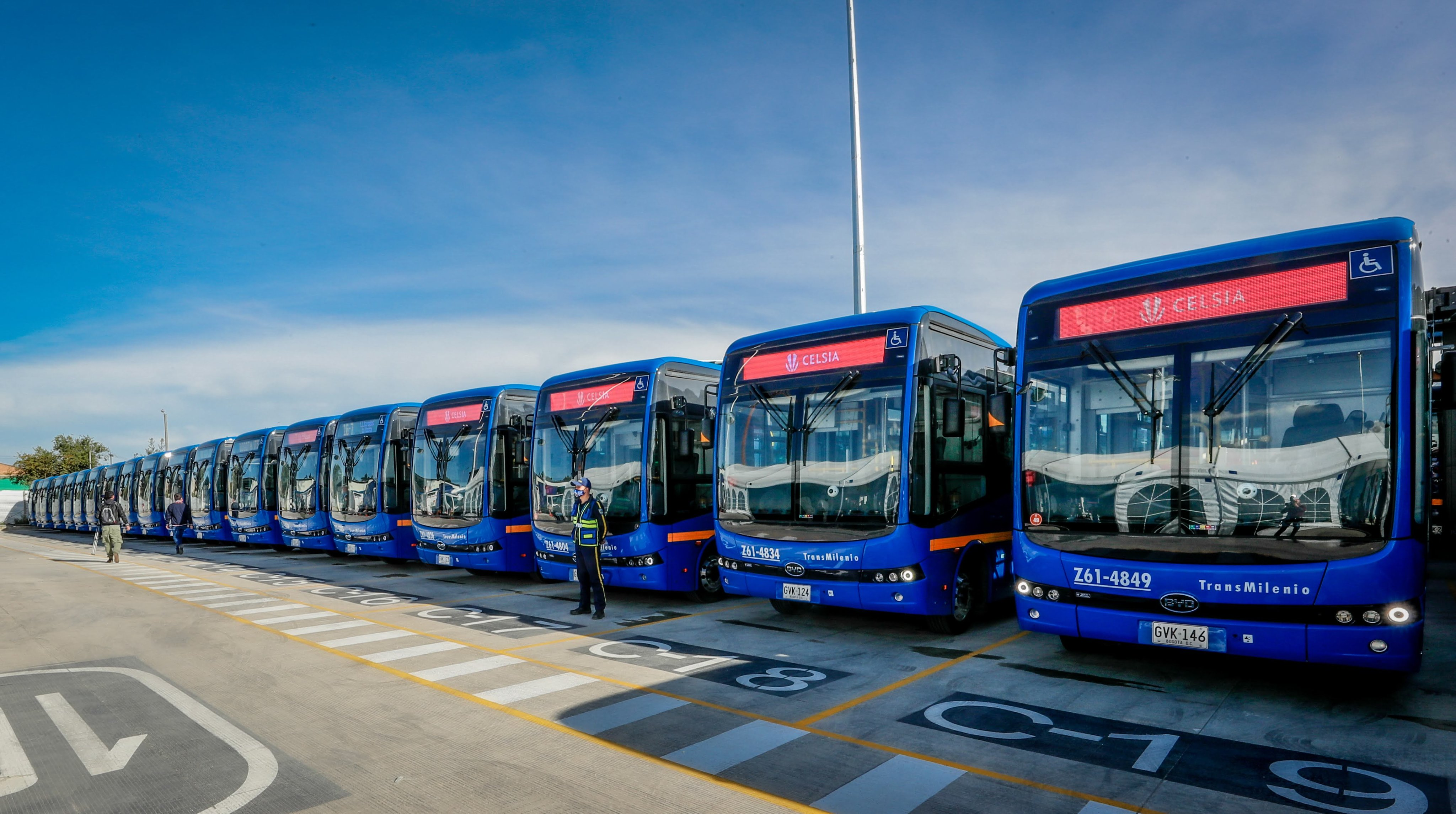
Autobuses eléctricos en Bogotá, es la ciudad con más autobuses eléctricos fuera de China (título que disputa con la ciudad de Santiago de Chile).
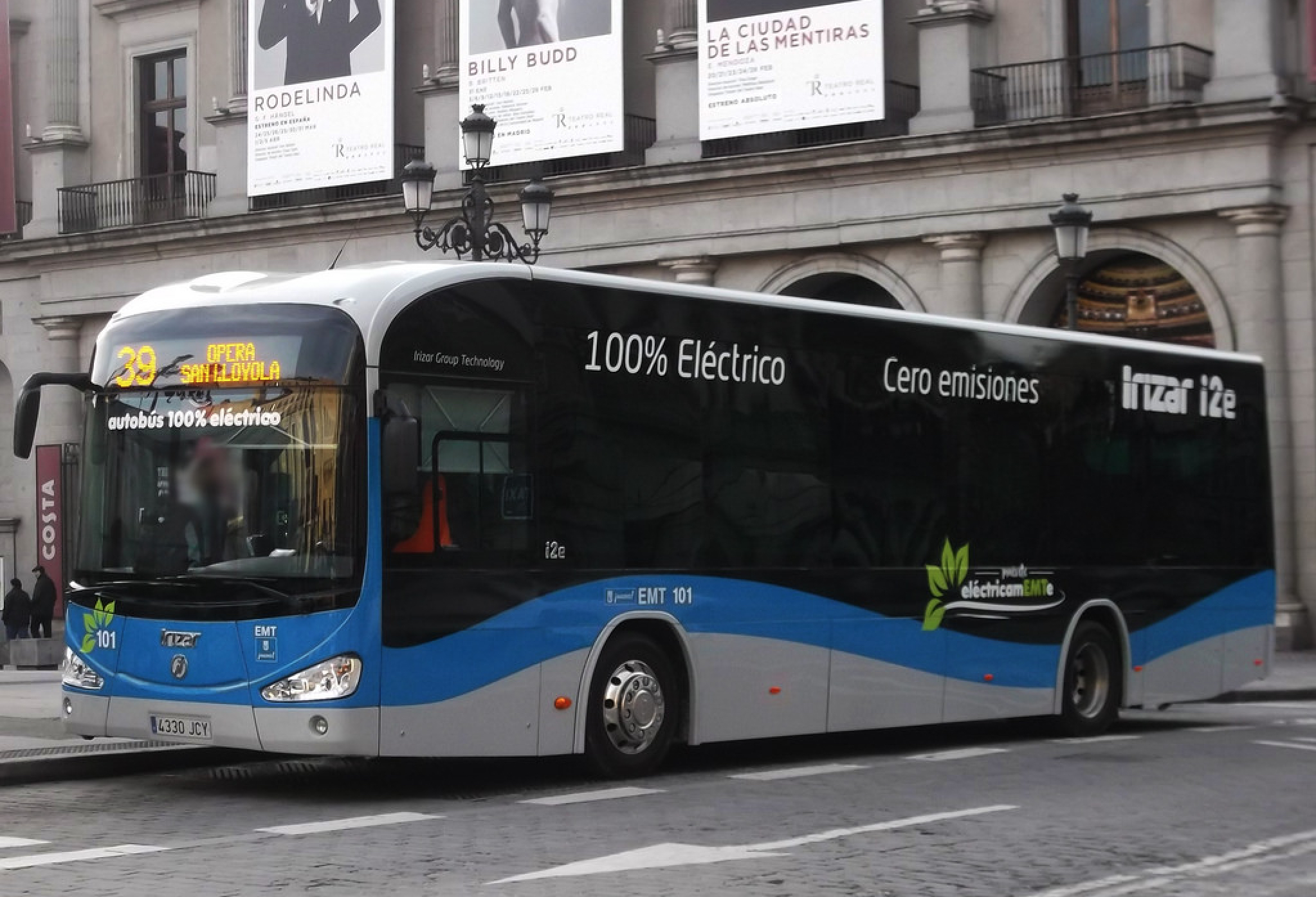
Autobús eléctrico en Madrid.
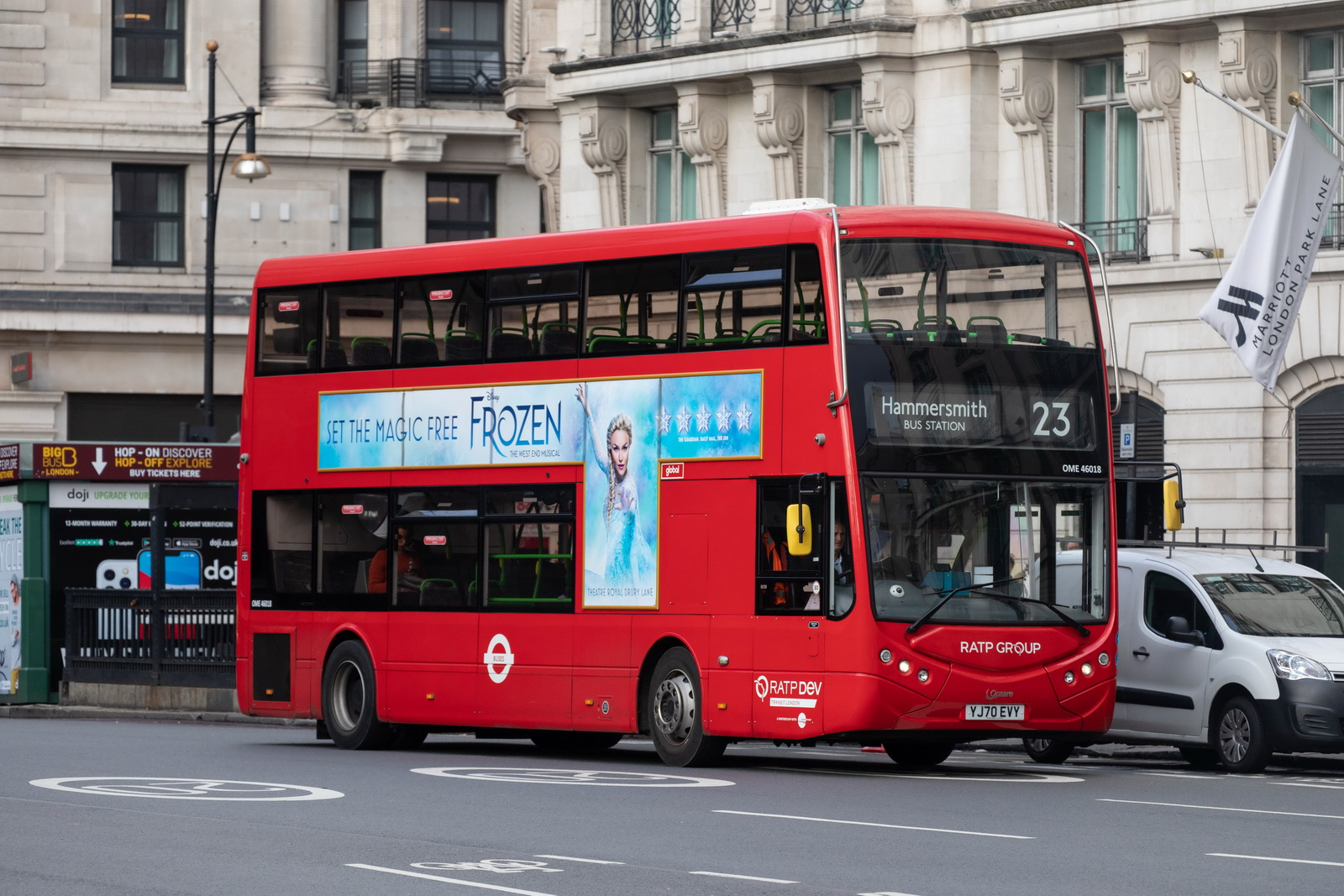
Autobús eléctrico en Londres.
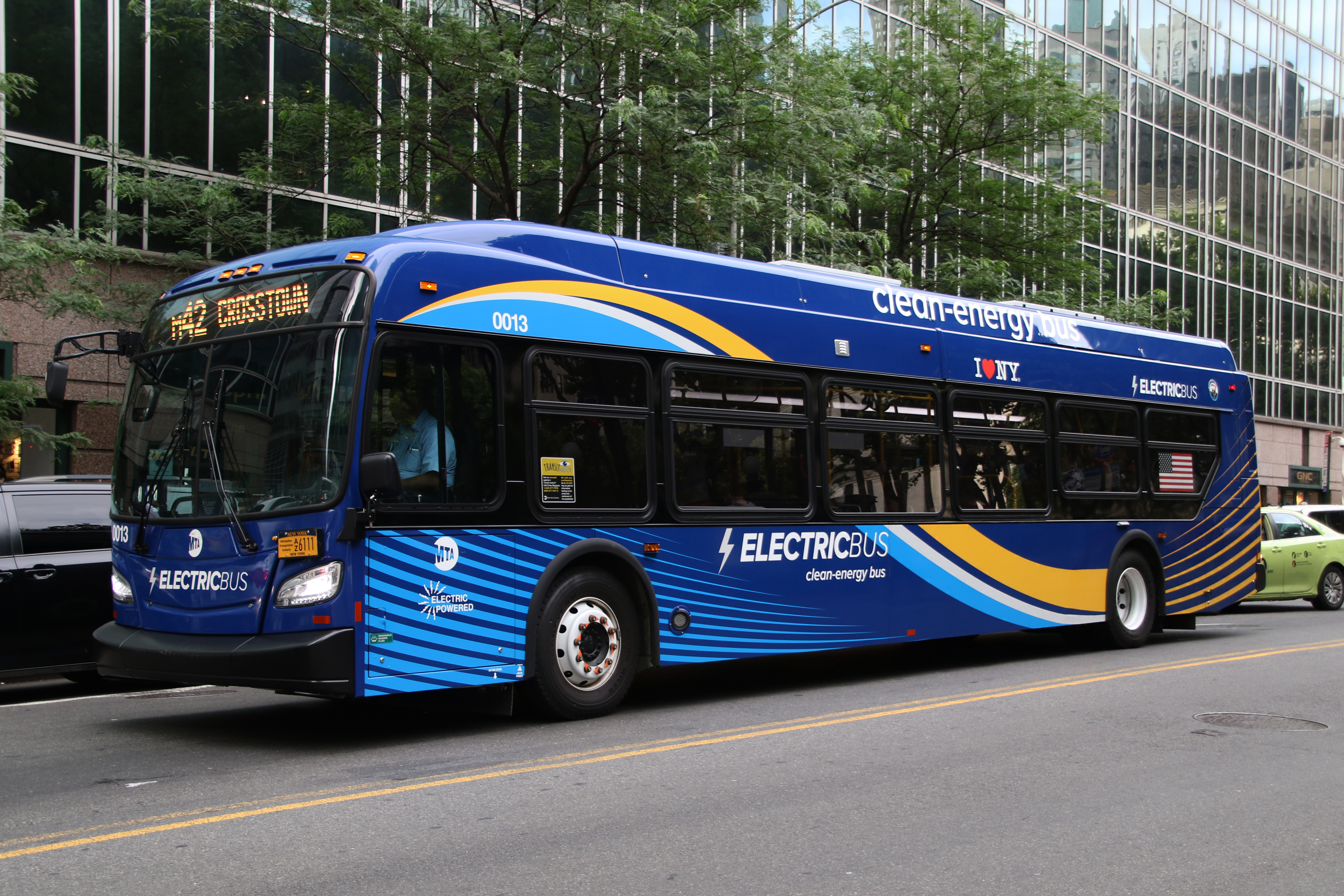
Autobús eléctrico en Nueva York.
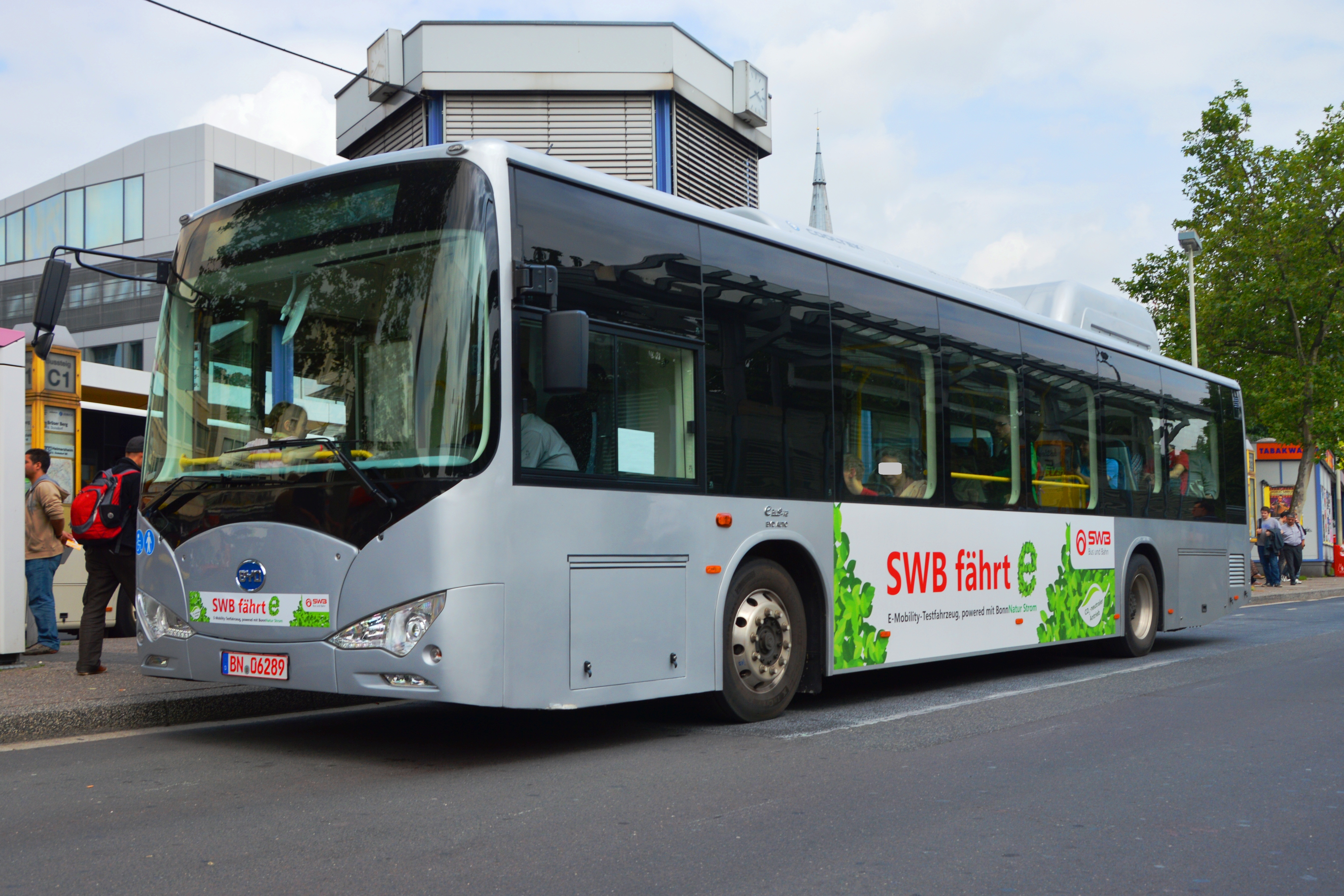
Autobús eléctrico en Bonn.
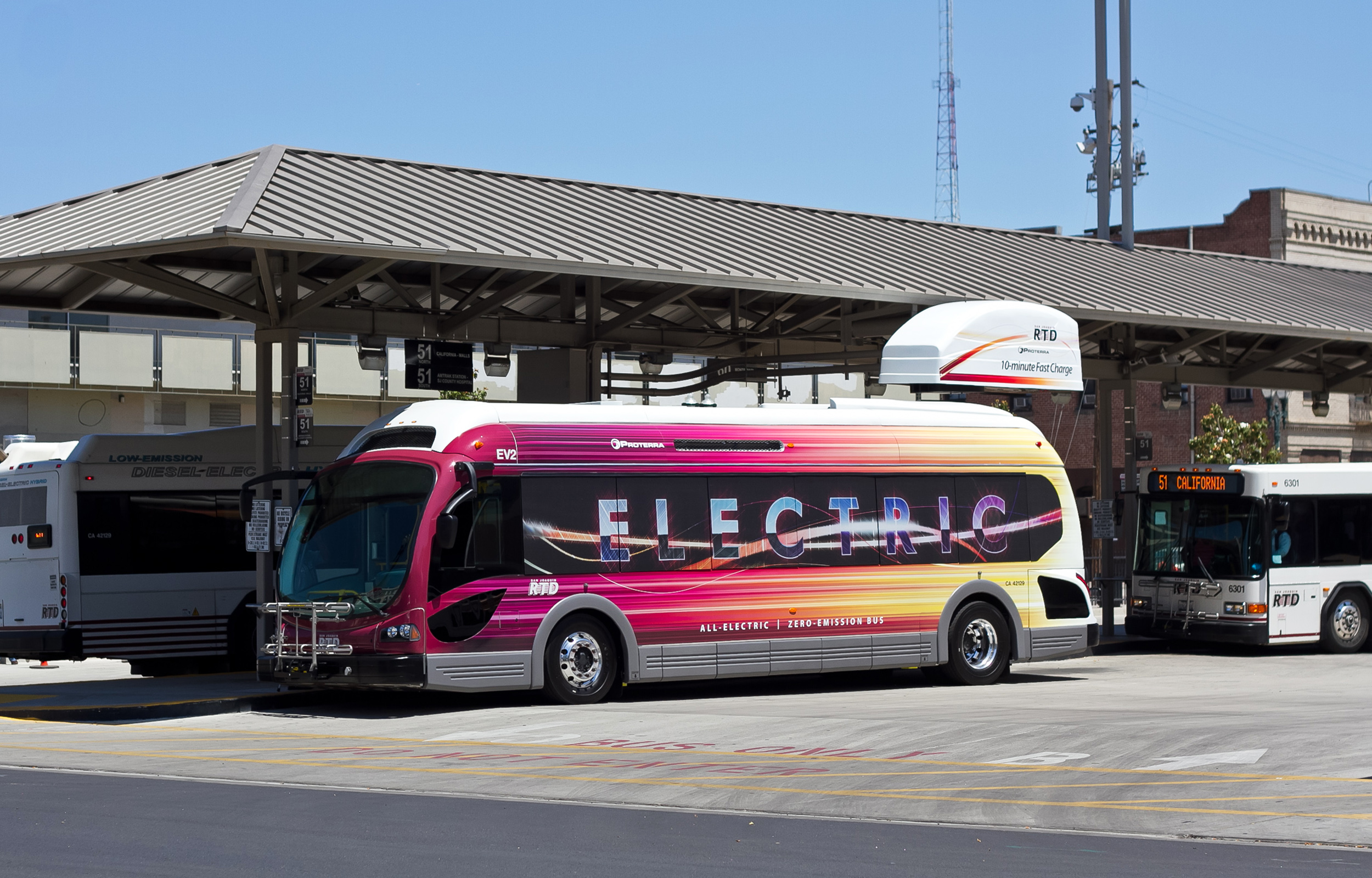
Autobús eléctrico en California.
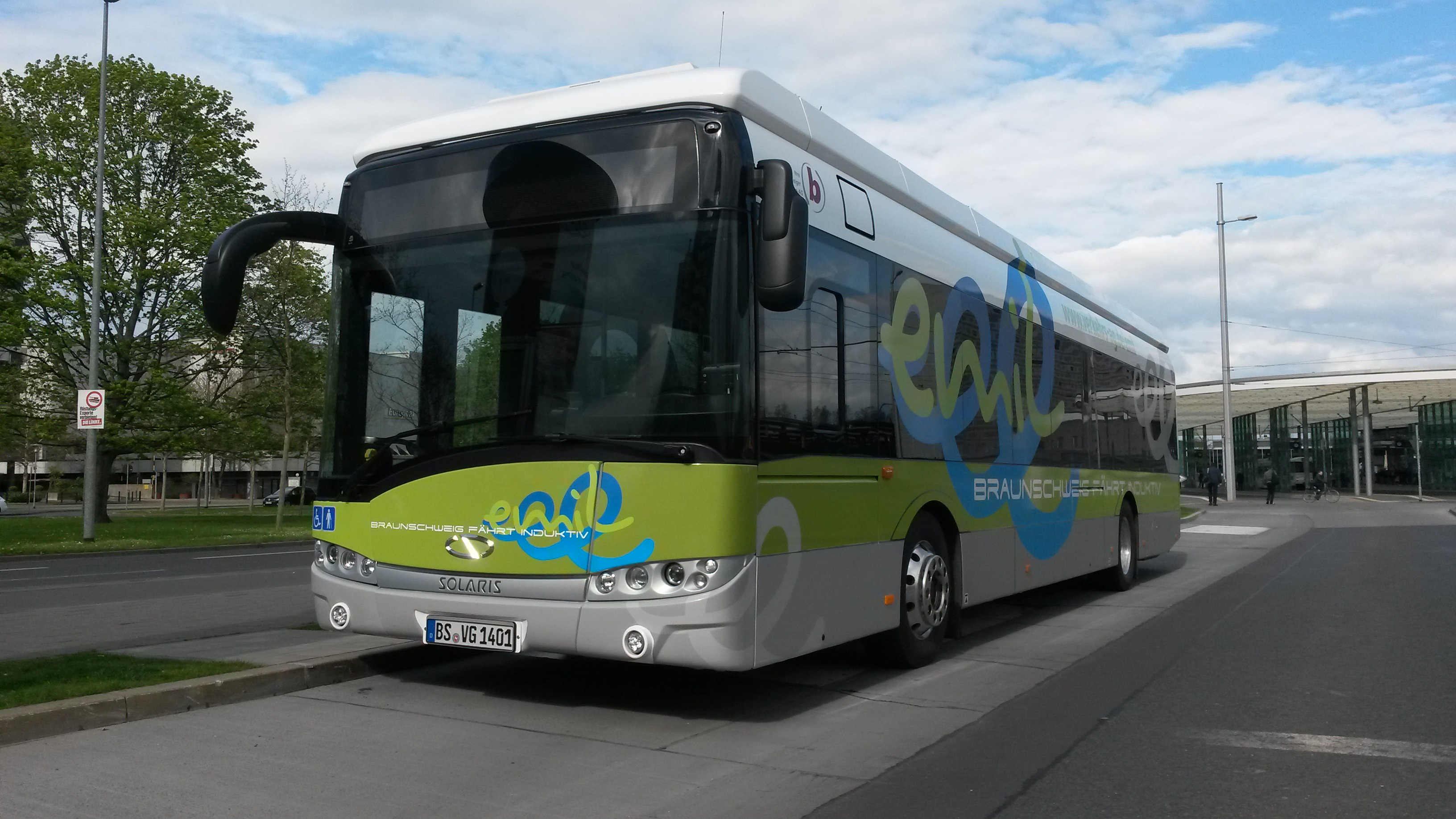
Autobús eléctrico en Brunswick.
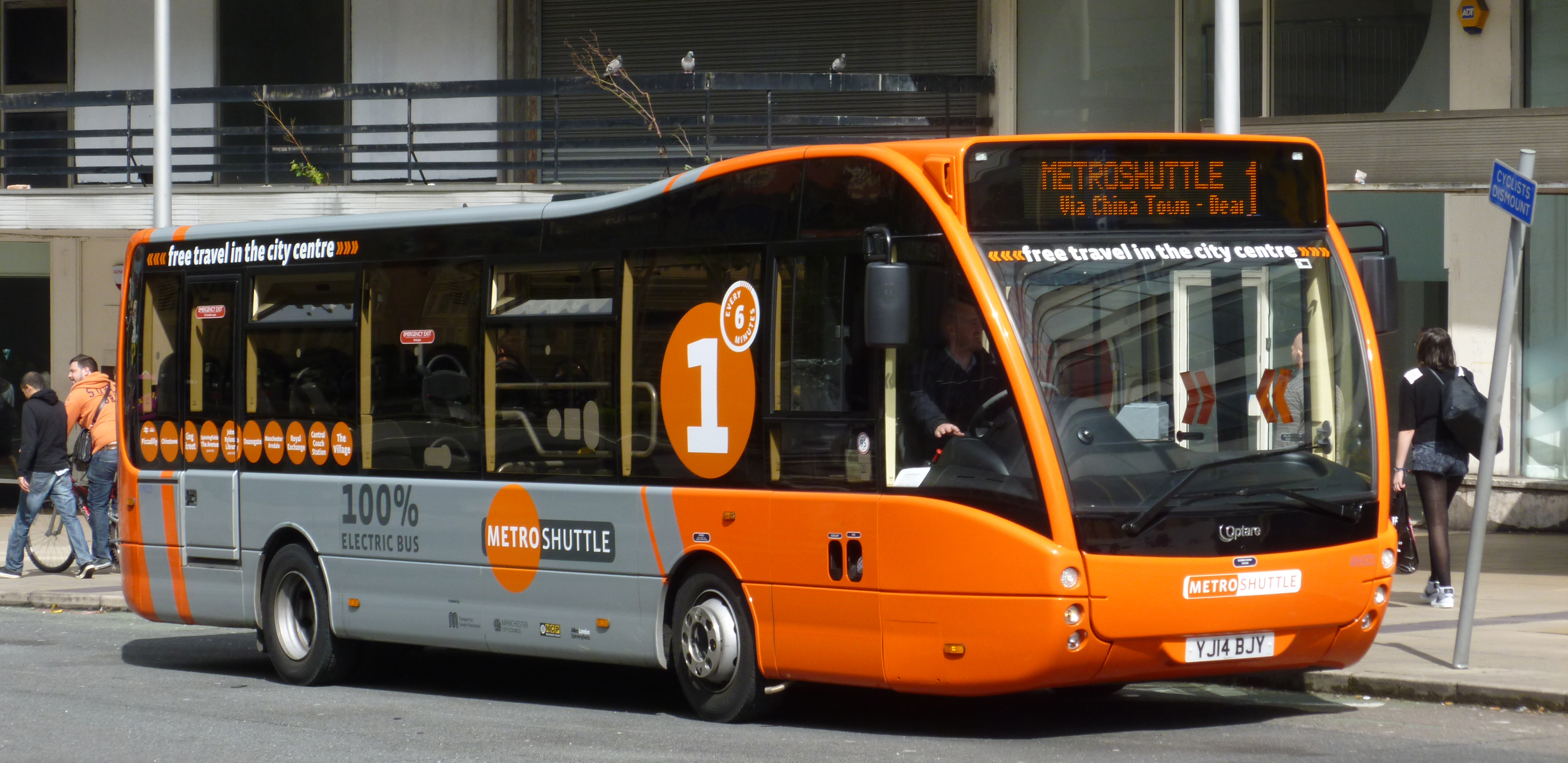
Autobús eléctrico en Mánchester.
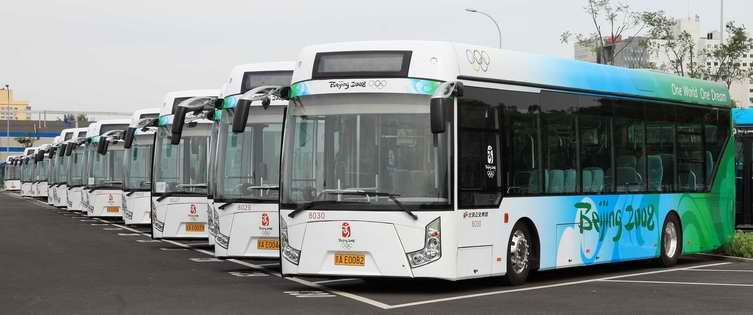
Autobuses eléctricos en Pekín.
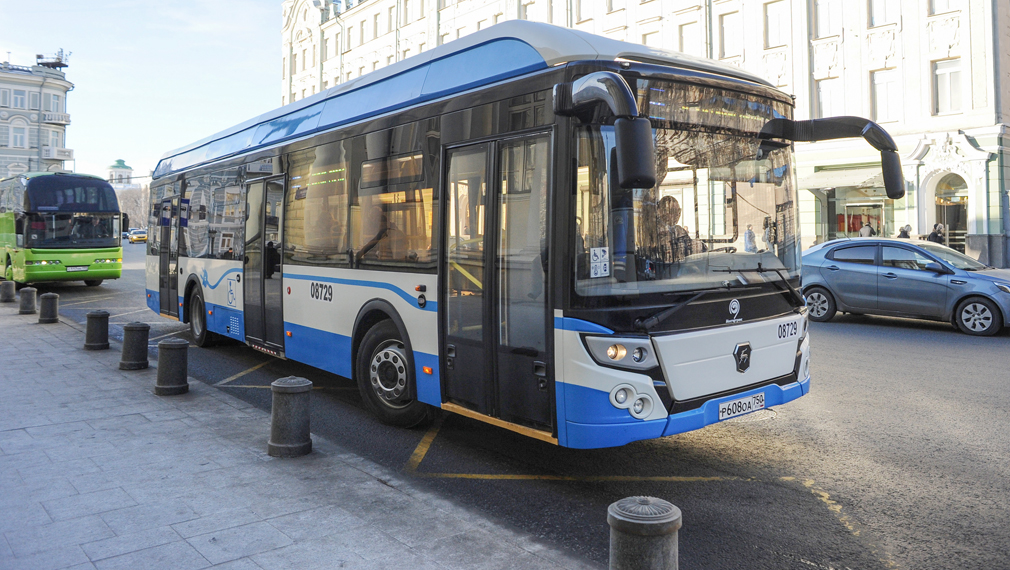
Autobús eléctrico LiAZ-6274 en el centro de Moscú
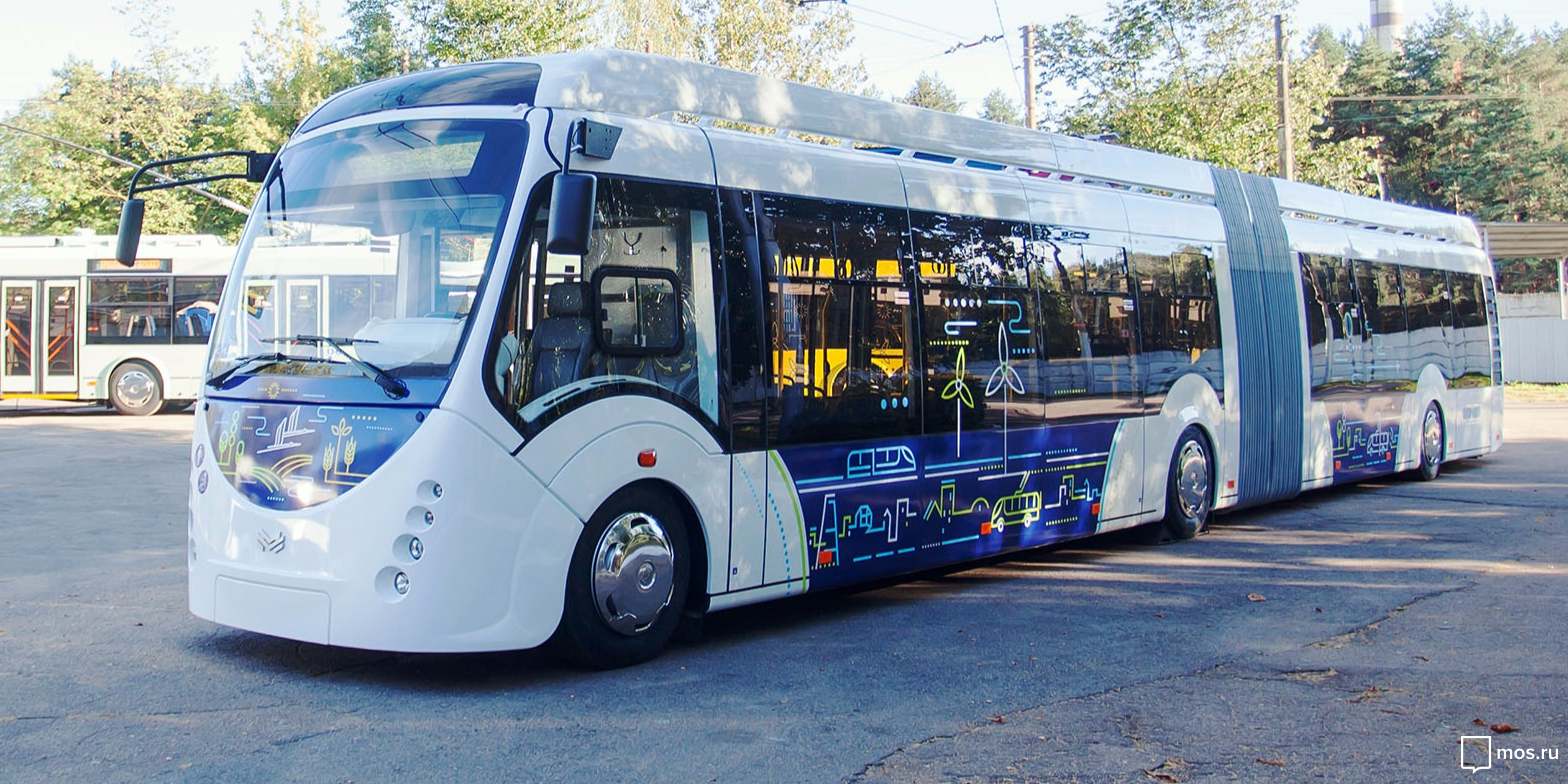
Autobús eléctrico bielorruso E-433
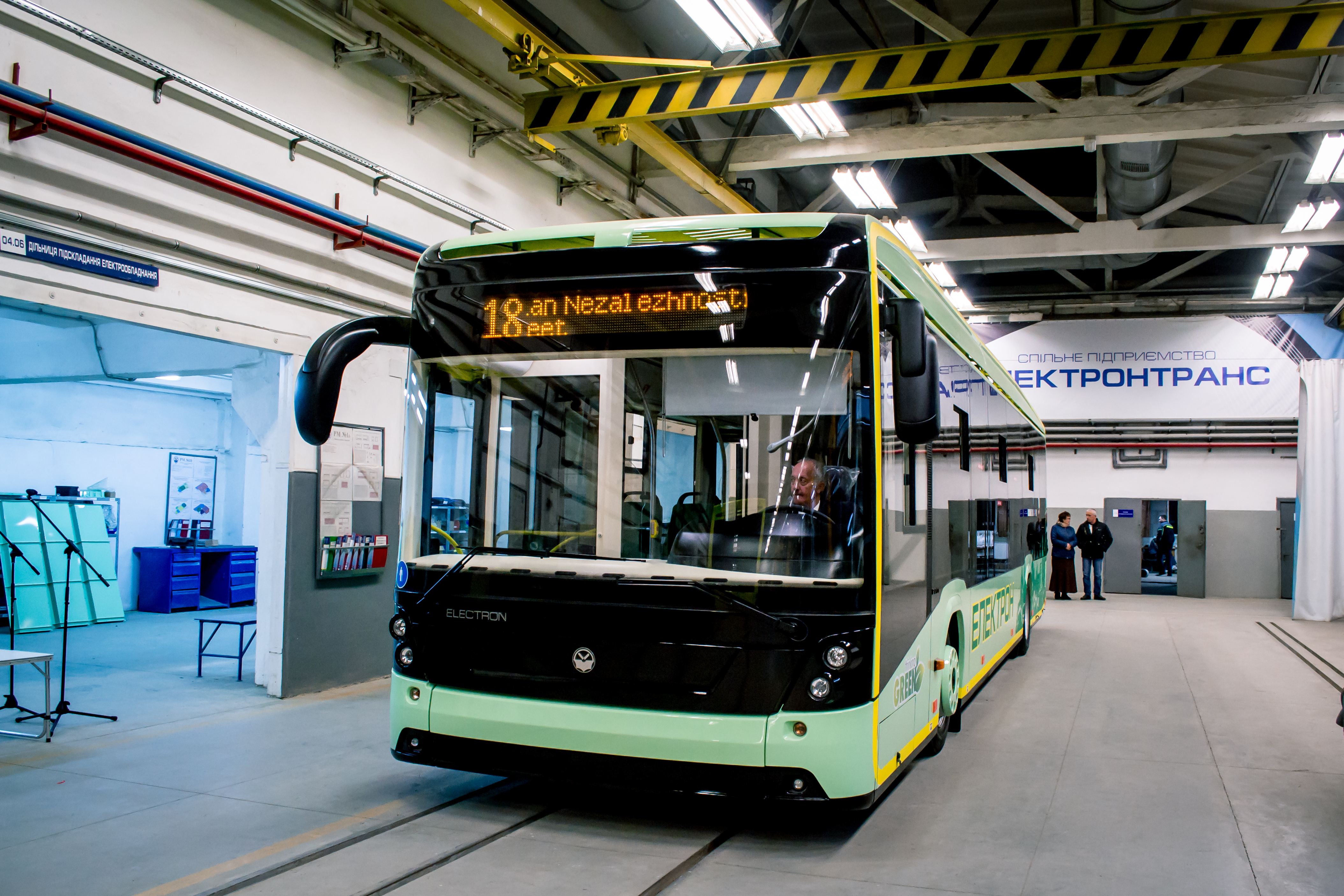
Autobús eléctrico Electron E19101 fabricado en Ucrania
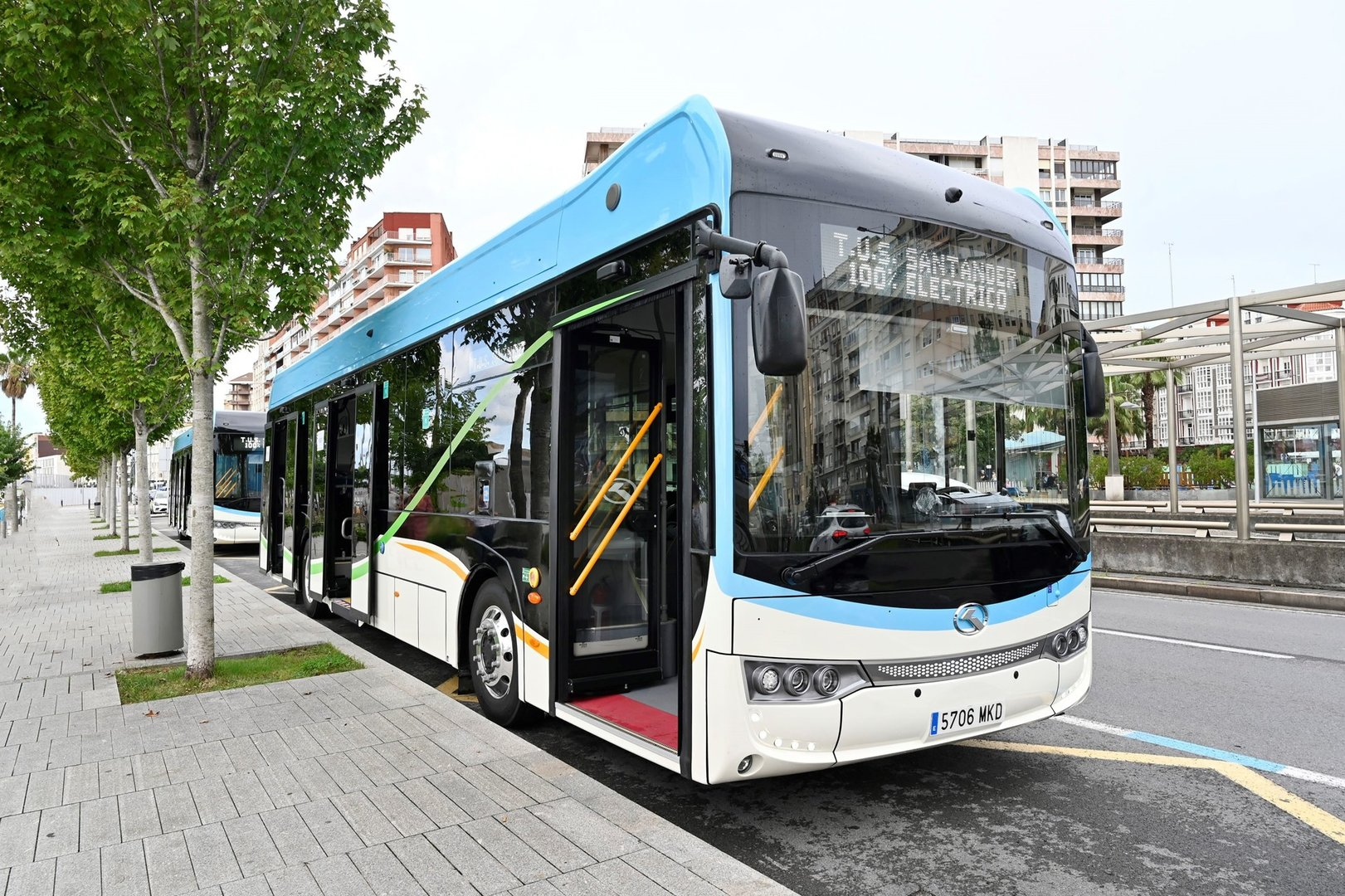
Autobús eléctrico King Long PEV12 en Santander (España)
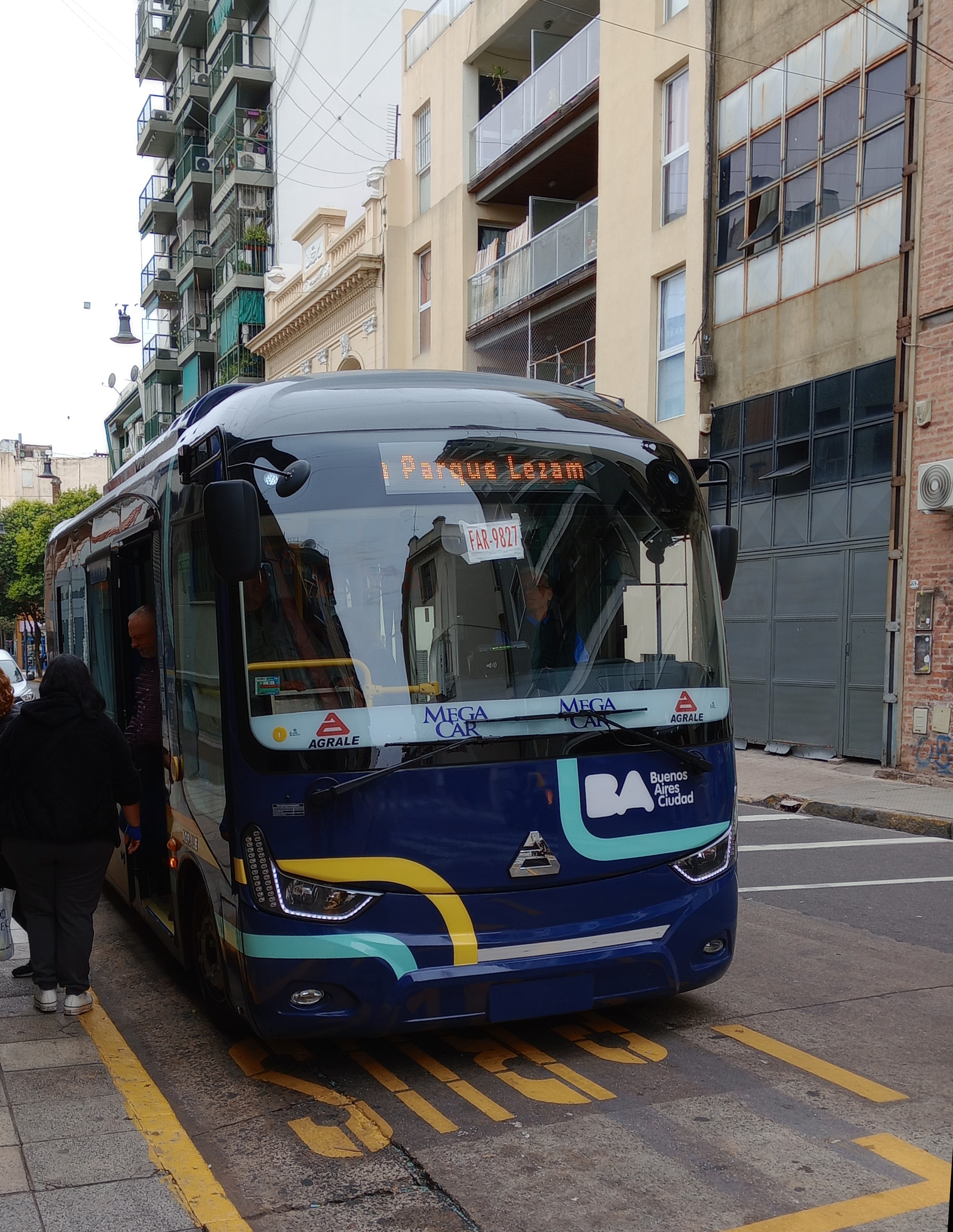
Minibus eléctrico AsiaStar JS6690GHBEV (rebautizado Agrale MA 6.0 LEe) en Buenos Aires, Argentina.